# Pepe (film, 2024)
Pour les articles homonymes, voir Pepe.
Ne doit pas être confondu avec Pepe (film, 1960).
Pour plus de détails, voir Fiche technique et Distribution.
Pepe est un film dramatique franco-germano-namibo-dominicain réalisé par Nelson Carlo de Los Santos Arias sur son propre scénario et sorti en 2024.
Le film, en couleur et en noir/blanc, met en vedette Jhon Narváez et Sor María Ríos, en étant la voix de Pepe, le premier et dernier hippopotame tué dans les Amériques,.
Le film est une coproduction internationale entre la République dominicaine, la Namibie, l'Allemagne et la France, et est projeté en première mondiale au 74e Festival international du film de Berlin, où il concourt pour l'Ours d'or et décroche Ours d'argent de la meilleure réalisation.

## Synopsis
Un jeune hippopotame, connu sous le nom de Pepe, donné par les médias colombiens, a été tué dans la jungle colombienne, mais revient sous la forme d'un fantôme. C'est la voix d'un hippopotame, du moins c'est ce qu'on dit. Il n'a aucune notion du temps, seulement du passé qui le hante. « Est-ce que ce bruit est le mien ? Quelle est cette chose que j'utilise pour le faire ? ». L'animal est sûr d'une chose : il n'est plus vivant. C'est le premier et le dernier de son espèce à être tué dans les Amériques.
Nous sommes entraînés dans un monde de nombreux contes, chacun contenant davantage de contes. Avec sérieux et humour, honnêteté et astuce, les images et les sons véhiculent le discours puissant de lieux où des créatures comme Pepe ont péri sans jamais comprendre leur véritable situation.

## Fiche technique
- Titre original : Pepe
- Réalisation : Nelson Carlo de Los Santos Arias
- Scénario : Nelson Carlo de Los Santos Arias
- Photographie : Nelson Carlo de Los Santos Arias, Roman Lechapelier, Camilo Soratti
- Montage : Nelson Carlo de Los Santos Arias
- Musique : Nelson Carlo de Los Santos Arias
- Son : Nahuel Palenque
- Animation : Erwin Jiménez
- Production : Nelson Carlo de Los Santos Arias, Pablo Lozano, Tanya Valette, Andrea Queralt, Mani Mortazavi, Joel Haikali, Sophie Haikali, Christoph Friedel
- Sociétés de production : Monte y Culebra, 4 A 4 Productions, Joe Vision, Pandora Filmproduktion
- Pays de production :  République dominicaine,  France,  Namibie,  Allemagne
- Langue originale : espagnol, afrikaans, allemand
- Format : couleur et noir/blanc
- Genre : drame
- Durée : 122 minutes
- Dates de sortie :
  - Allemagne : 20 février 2024 (Berlin International Film Festival)

## Distribution
- Voix de Pepe :
  - Jhon Narváez
  - Fareed Matjila
  - Harmonie Ahalwa
  - Shifafure Faustinus
- Autres rôles :
  - Sor María Ríos : Betania
  - Jorge Puntillón García : Candelario
  - Steven Alexander : Cocorico
  - Nicolás Marín Caly : Ángel

## Production
Pepe est un hippopotame qui a été déplacé de son pays natal en Afrique vers la Colombie pour résider dans le zoo privé du baron de la drogue Pablo Escobar. L'histoire est « racontée » par l'animal. Carlo Chatrian, directeur artistique de la Berlinale, a qualifié le film réalisé par le dominicain Nelson Carlos de Los Santos Arias de « film présentant un mélange de genres et de styles, ce qui en fait le film le plus "inclassable" de la sélection ».
Le film bénéficie du soutien du World Cinema Fund, lancé en 2004 à l'initiative de la Fondation fédérale culturelle et de la Berlinale, et est l'un des douze films invités à la Berlinale.

## Distinction
- Berlinale 2024 : Ours d'argent de la meilleure réalisation[4]